# アレクサンドル・ネフスキー大聖堂 (ソフィア)
アレクサンドル・ネフスキー大聖堂（ブルガリア語: Храм-паметник Свети Александър Невски）は、ブルガリアの首都ソフィアにある、ブルガリア正教会の大聖堂。ネオ・ビザンティン建築様式で建てられた聖堂は、ブルガリア総主教の本拠地として機能し、国内最大級の正教会の聖堂であるとともに、多くの観光客が訪れるソフィアのシンボルともなっている。アレクサンドル・ネフスキーを記念している。

## 概要

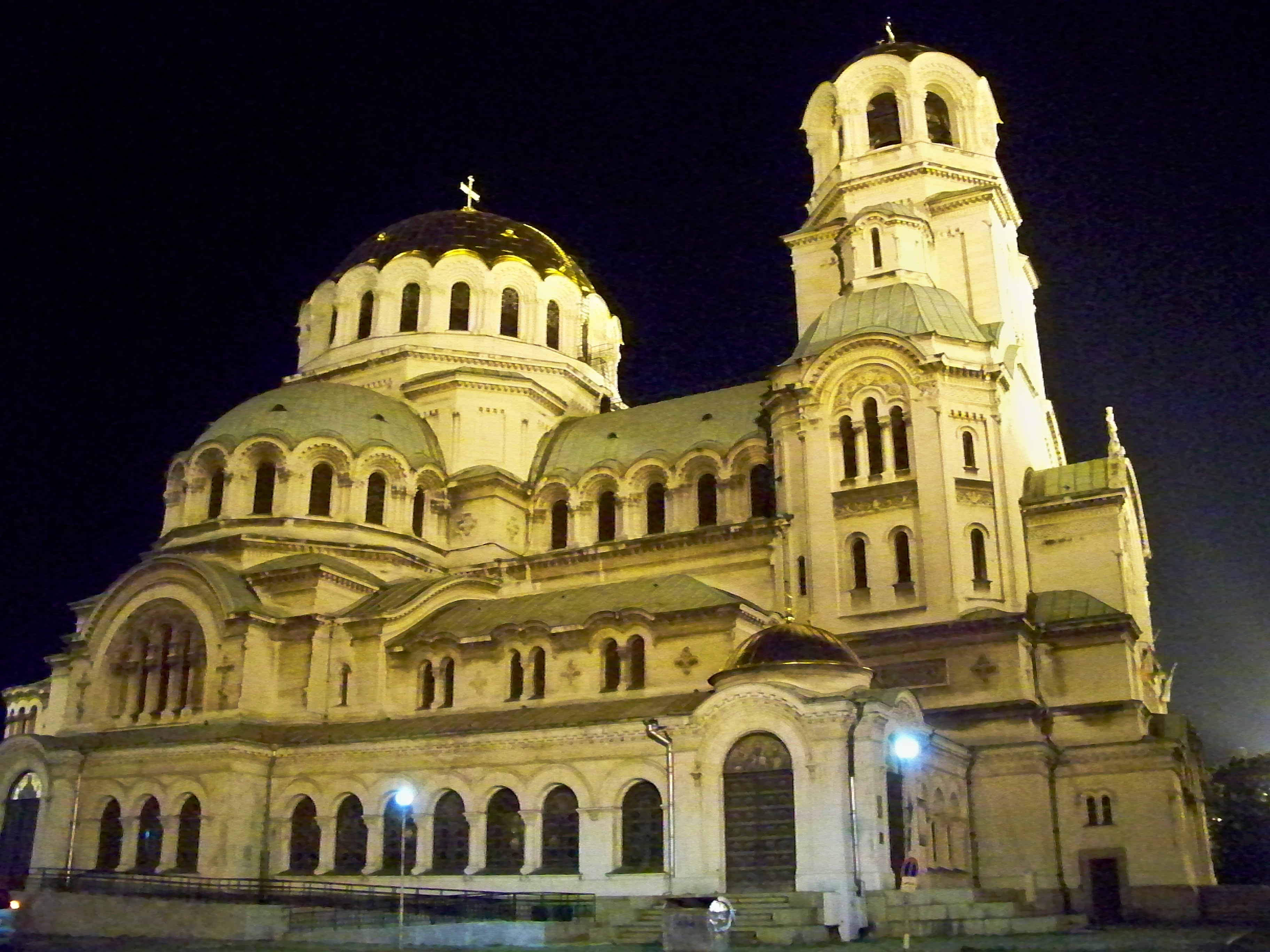
夜景

アレクサンドル・ネフスキー大聖堂は、ドームが交差するバシリカ建築で、特に中央のドーム部分が強調されている。金メッキされた聖堂のドームは45メートルあり、鐘楼を含めると50.52メートルの高さを誇る。寺院は総重量23に及ぶ12個の鐘を備え、その中でも最も重いものは12トンで、最も軽い鐘は10キログラムしかない。内部は様々な色で彩られたイタリアの大理石やブラジルのシマメノウ、アラバスターと豪華な素材で装飾されている。中央のドームは、天主経が薄い金の文字で彫刻されている。
大聖堂の地下聖堂にはブルガリアの聖像の博物館があり、ブルガリア国立美術館の一部分を成している。また、教会側はこの博物館が、ヨーロッパにおける正教会聖像の最も大きなコレクションであると主張している。大聖堂の周辺では、小さなフリーマーケットで手製の織物やアンティークを購入することができる。アレクサンドル・ネフスキー大聖堂は、建築面積3170平方メートルで、5千人を収容できる。

## 歴史
アレクサンドル・ネフスキー大聖堂の建設が開始されたのは1882年のことで（1880年から建設計画が練られていた）、この際礎石が置かれたが、その後1877年の露土戦争で戦死したロシア兵を讃えて、実際は1904年から1912年に建設された。これはこの戦争により、ブルガリアがオスマン人の支配から解放される結果となったためである。大聖堂はアレクサンドル・ポメランツェフによりデザインされ、アレクサンドル・スミルノフとアレクサンドル・ヤコフレフが援助を行った。イヴァン・ボゴモロフによる最初の1884年～1885年の計画は、このポメランツェフによって根本的に変更されている。最終的なデザイン案は1898年に構想が完了し、建設と装飾はこれまで述べた建築家以外にも、ブルガリア人・ロシア人・オーストリア系ハンガリー人ほかヨーロッパの芸術家・建築家チームと共に、ペトコ・モムチロフ、ヨルダン・ミラノフ、ハラランピ・タチェフ、イヴァン・ミルクヴィチカ、A・キセリョフ、アントン・ミトフ等のアーティスト・建築家達が携わった。大理石の部分と照明設備はドイツのミュンヘンで、門の金属部はベルリンで製造されたが、一方で門自体はオーストリアのウィーンにあるカール・バンベルク工場で製作され、モザイクはイタリアのヴェネツィアから輸送されたものである。
大聖堂の名称は、1916年から1920年の短期間のみ「聖キュリロスと聖メトディウス大聖堂」に変更されていたが、その後は元の名称に戻された。1924年に、アレクサンドル・ネフスキー大聖堂は文化遺跡として示されている。

## ギャラリー

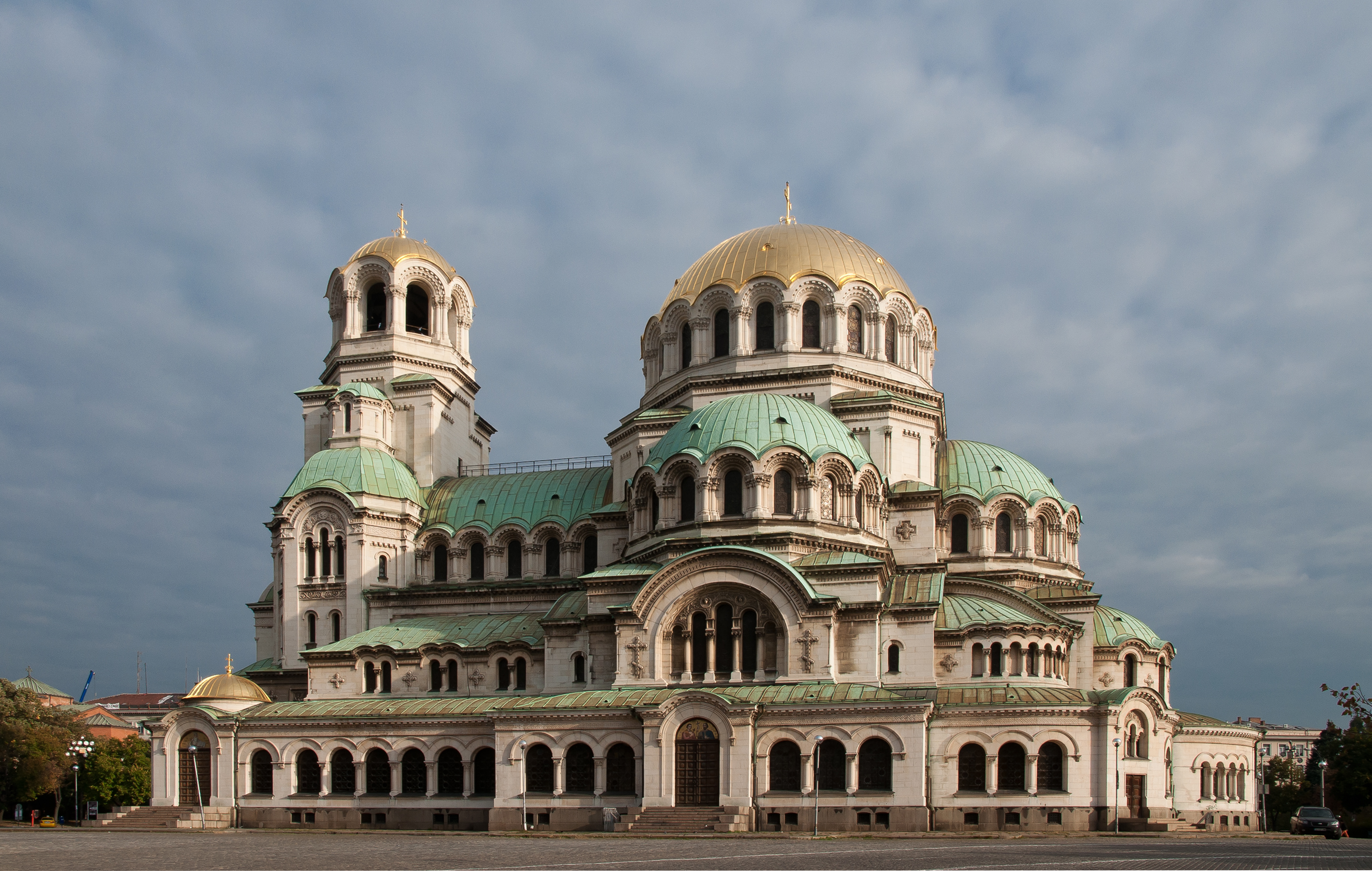
全景
冬景色
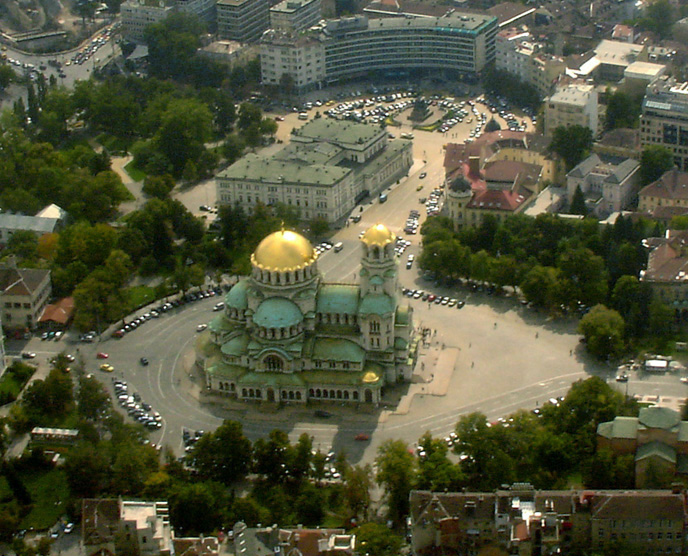
周辺空撮画像
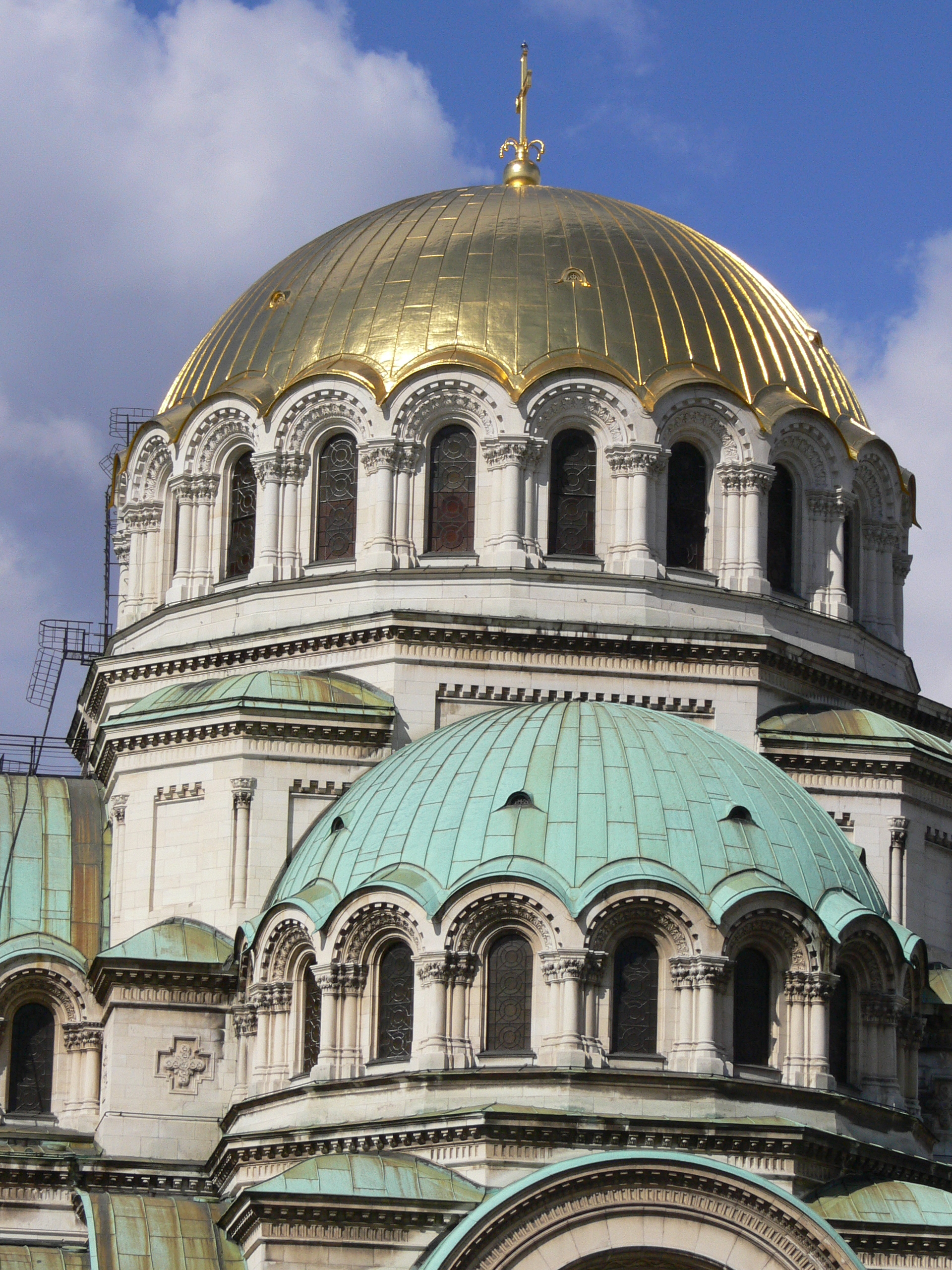
中央ドームアップ
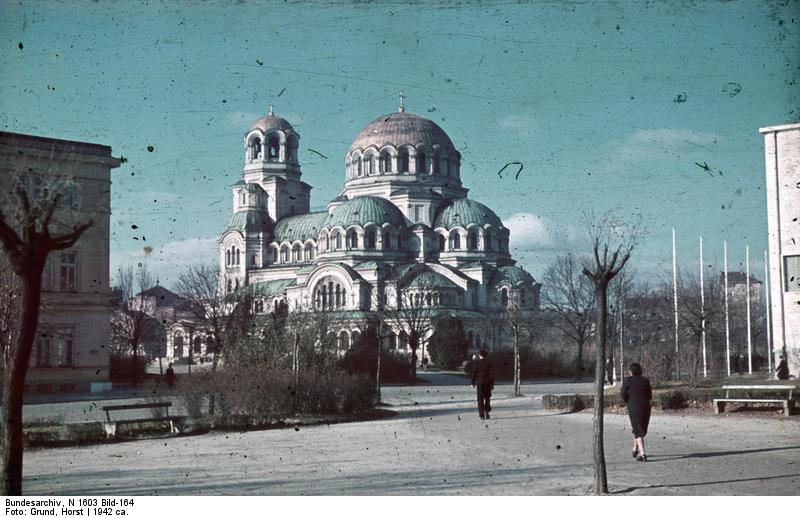
1942年撮影
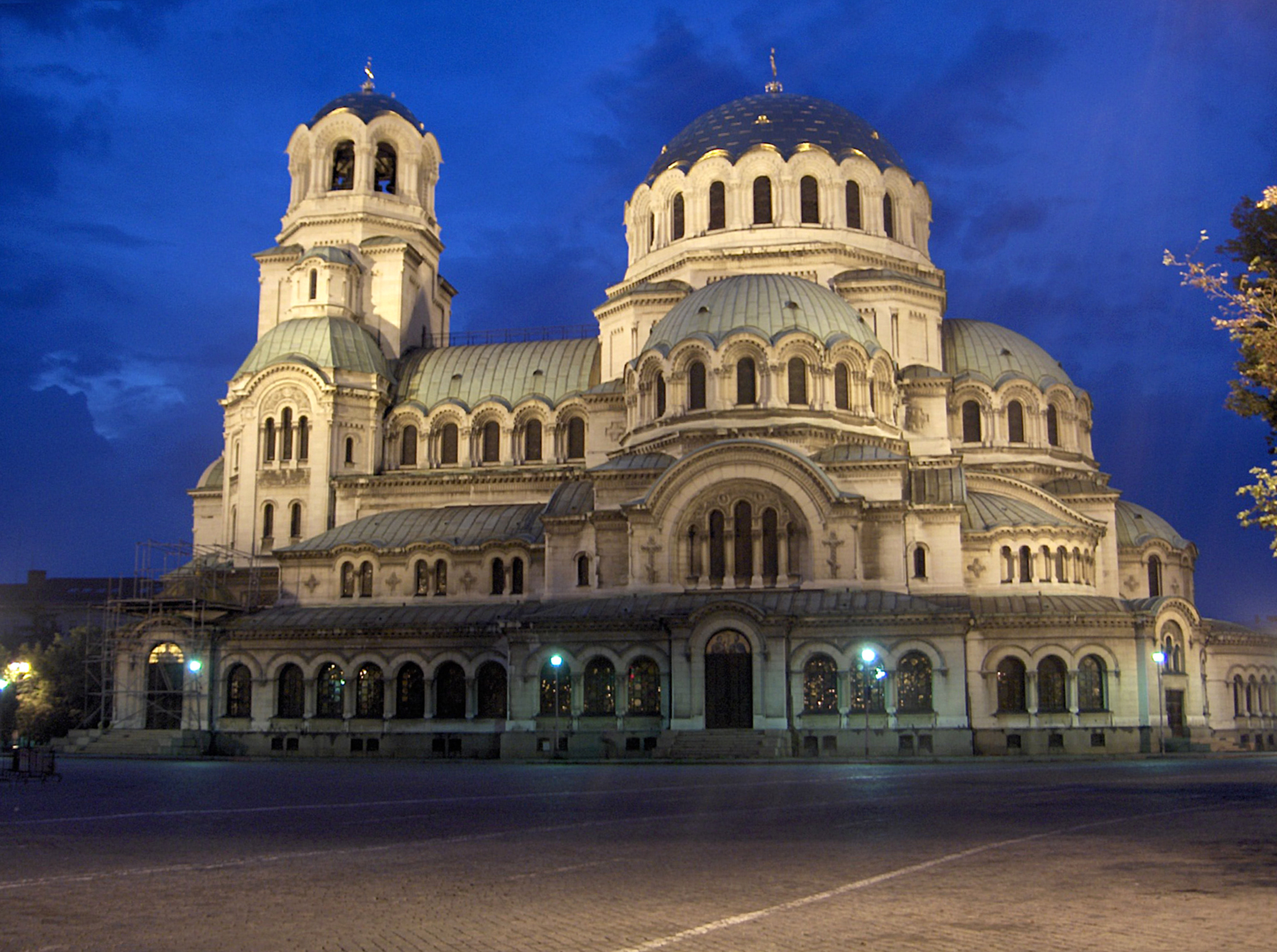
夜景
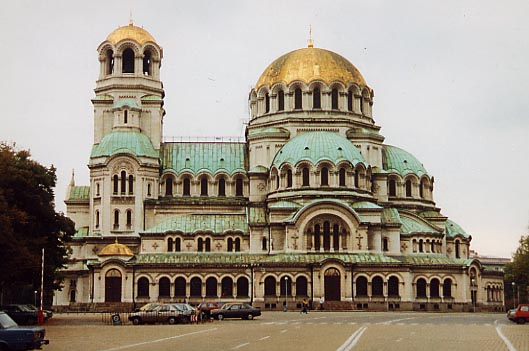
南面
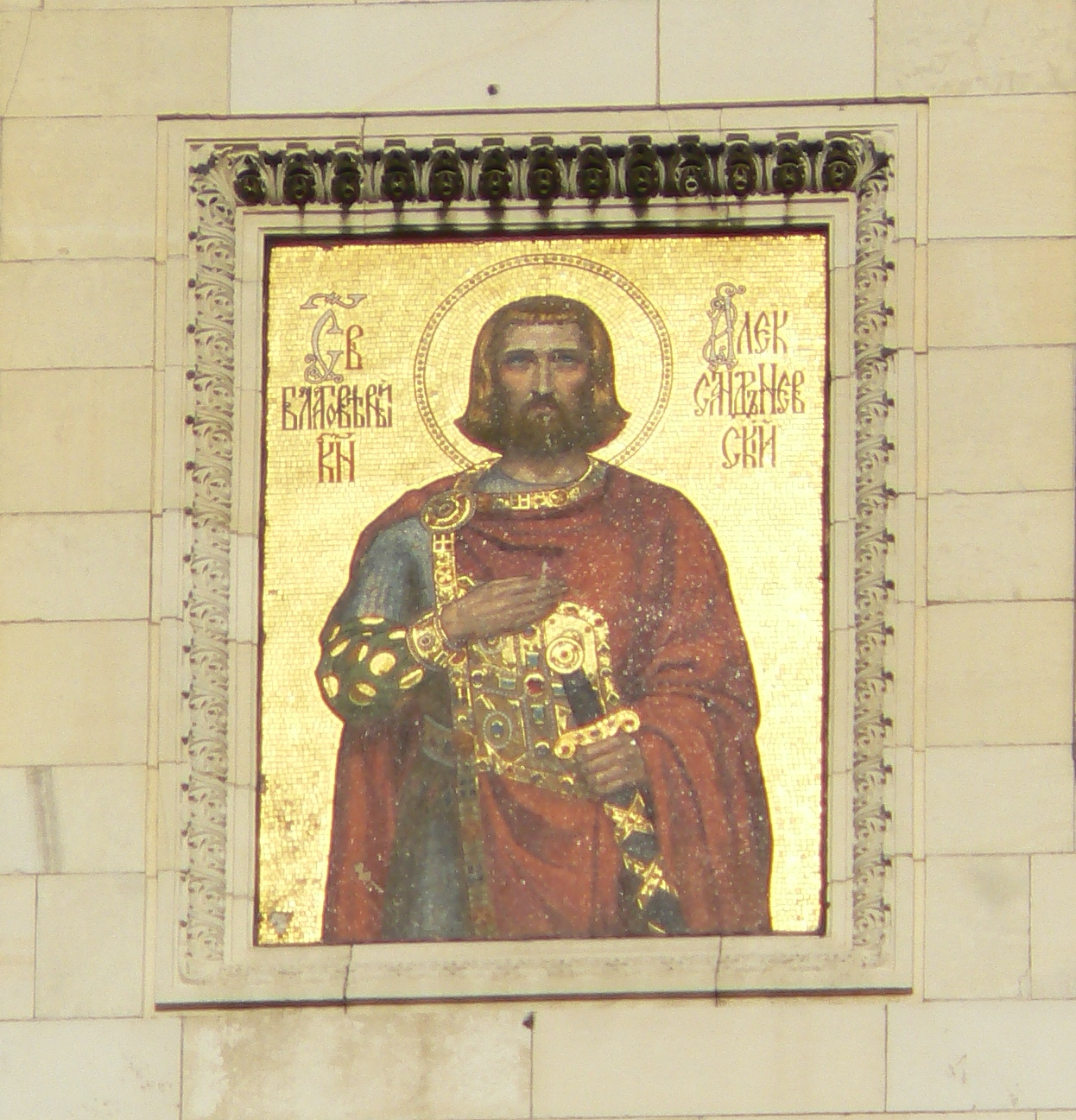
アレクサンドル・ネフスキーのイコン画